# Get Ed
Get Ed ist eine US-amerikanisch-kanadische computeranimierten Fernsehserie, die von Andy Knight's Red Rover Studios, und Jetix Animation Concepts aus den Jahren 19. September 2005 bis 24. April 2006, und hat 26 Folgen in 1 Staffeln. Die deutsche Erstausstrahlung begann im August 2006 beim Sender Jetix und RTL II.

## Synchronisation
| Rolle             | Englischer Sprecher |
| ----------------- | ------------------- |
| Ed                | Lyon Smith          |
| Deets             | Megan Fahlenbock    |
| Burn              | L. Dean Ifill       |
| Fizz              | Bailey Stocker      |
| Loogie            | Peter Cugno         |
| Torch             | Tony Daniels        |
| Anthony Ol' Skool | Tony Daniels        |
| Mr. Simon Bedlam  | Johnathan Wilson    |
| Kora              | Jennifer Dale       |
| Crouch            | Antonio Rosato      |
| Spyker            | Lorne Kennedy       |
| Crumbelina        |                     |
| DNA Deliveries    | James Rankin        |
| Hoopbots          |                     |
| DJ Dive           | Heather Bambrick    |
| Dirk Cheap        | Jeff Lumby          |
| Zero              |                     |
| Carni-Gizmo       |                     |
| Dr. Hong          | Steve McHattie      |
| Buster and Pit    | Don Dickinson       |
| Rodney            | Don Franks          |
| The Caretaker     | Heather Bambrick    |

## Auszeichnungen
2006 wurde die Serie für einen Emmy Award in der Kategorie Outstanding Main Theme Music.